# Jacques Pierre Charles Abbatucci

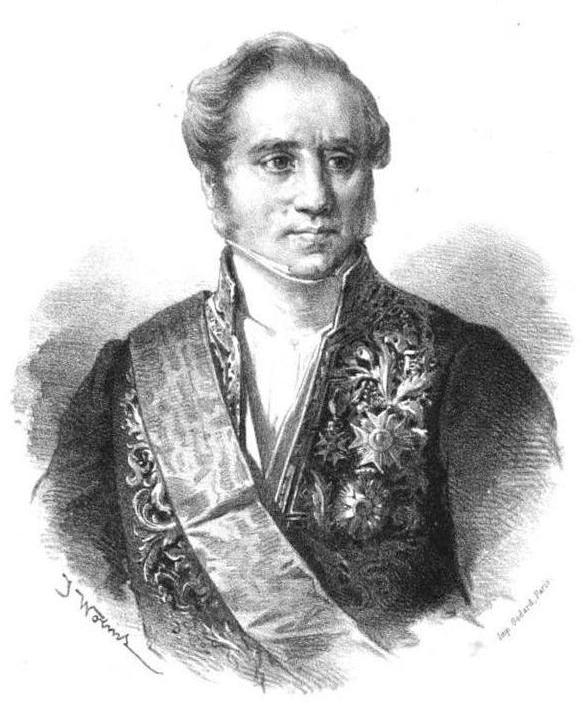
Charles Abbatucci

Jacques Pierre Charles Abbatucci (* 21. Dezember 1791 in Zicavo, Korsika; † 11. November 1857 in Paris) war ein französischer Politiker.

## Frühes Leben
Charles Abbatucci war ein Sohn des Jacques Pierre Charles Pascal Abbatucci, Generalkonsuls in Venedig, sowie ein Enkel des korsischen Generals Jacques Pierre Abbatucci. Einer seiner Onkel, der französische General Jean Charles Abbatucci, fiel 1796 in jungen Jahren in Hüningen (Elsass).
Schon als Kind kam Abbatucci nach Paris und besuchte seit 1799 das Prytanée de Saint-Cyr. Einer seiner dortigen Mitschüler war Odilon Barrot, mit dem ihn eine enge Freundschaft verbinden sollte. Später wechselte er an das Lycée Napoléon. Seit 1808 studierte er zu Pisa die Rechtswissenschaften und kehrte 1811 nach Korsika zurück. Dort wollte er sich an der damals stattfindenden Aushebung durch das Los beteiligen. Seine Familie genoss auf der Insel aber großes Ansehen, und die Rekruten des Kantons Zicavo verlangten einstimmig, dass Abbatucci von der militärischen Losung ausgenommen und am letzten Listenplatz gereiht werden sollte. Dieser Forderung stimmten der korsische Präfekt Arrighi, alle Bürgermeister des Kantons u. a. zu, so dass Abbatucci keinen Militärdienst ableisten musste. 1813 heiratete er eine Colonna de Petreto, nach deren noch im gleichen Jahr erfolgtem Tod er sich in zweiter Ehe mit einer Colonna d’Istria vermählte.
1815, nach der Restauration der Bourbonen, denen er sich angeschlossen hatte, verlangte Abbatucci das Amt eines Unterpräfekten. Am 12. März 1816 wurde er zum königlichen Prokurator am Gerichtshof von Sartène und am 4. März 1819 zum Mitglied des königlichen Gerichtshof zu Bastia ernannt. Er konnte einen von korsischen Bankiers gegen die ehemalige neapolitanische Königin Caroline, Witwe Joachim Murats, angestrengten Prozess durch einen günstigen Vergleich beendigen.

## Politische Karriere

### Julimonarchie
Nach der Julirevolution von 1830 begann Abbatucci eine politische Laufbahn. Enthusiastisch schloss er sich dem neuen Monarchen Louis-Philippe I. an. Er wurde durch den Einfluss Odilon Barrots am 16. September 1830 Präsident des Gerichtshofs zu Orléans und trat im gleichen Jahr als Abgeordneter Korsikas in die Deputiertenkammer ein. Im April 1831 sprach er sich für die Abschaffung der Todesstrafe für nach Frankreich zurückkehrende Mitglieder der Familie Bonaparte aus. Stattdessen wurde nur die ewige Verbannung der Angehörigen dieses Geschlechts sowie Karls X. und seiner Familie aus Frankreich beschlossen. Bereits im März 1831 hatte er einen Gesetzesentwurf unterstützt, der eine stärkere Repräsentation Korsikas im französischen Parlament vorsah. Trotz seiner Empfehlung durch die ehemaligen Könige Jérôme und Joseph Bonaparte unterlag er indessen bei den am 20. November 1831 abgehaltenen Wahlen im Arrondissement Ajaccio dem General Tiburce Sébastiani, der sich von seinem Freund zu seinem erbitterten Gegner gewandelt hatte.
1834 reichte Abbatucci seine Kandidatur in Sartène ein, zog sie aber wegen der ablehnenden Haltung des korsischen Präfekten Honoré Jourdan wieder zurück. Dieser beschrieb Abbatucci in vertraulichen Briefen an den französischen Innenminister als Ehrgeizling, der republikanischen Idealen huldige und mit seinem Patron Odilon Barrot oppositionell stimmen würde. Zum Ritter der Ehrenlegion wurde Abbatucci 1836 ernannt. Er begann Beiträge für das Journal du Loiret zu verfassen und schien als Richter durch manche seiner Urteile Popularität gewinnen zu wollen.
Bei den Wahlen von 1839 trat Abbatucci, nachdem der erste Wahlgang in Orléans unentschieden ausgegangen war, gegen den Regierungskandidaten Augustin Crignon de Montigny an. In seinem Wahlprogramm sprach er sich u. a. für Pressefreiheit und eine wirkliche Unabhängigkeit des Parlaments aus. Für ihn stimmten die Oppositionsparteien der Liberalen und Legitimisten, und er konnte sich durchsetzen und erneut einen Sitz in der Deputiertenkammer erringen. Wurde auch die Gültigkeit seiner Wahl mit der Begründung bestritten, er zahle nicht die für sein Antreten gesetzlich vorgeschriebenen 500 Francs an direkten Steuern, folgte doch die Kammermehrheit der Argumentation des Wahlberichterstatters Ducos, dass Abbatucci als einer der 50 größten Steuerzahler Korsikas in diesem Département und aufgrund der Charte auch in jedem anderen Wahlkreis wählbar sei. So wurde Abbatucci Abgeordneter des Départements Loiret.
In der Deputiertenkammer von 1839 gehörte Abbatucci zur Opposition und unterstützte Odilon Barrot und dessen Partei. Neben vermehrter Pressefreiheit sprach er sich für eine Wahlrechtsreform aus. Dem von März bis Oktober 1840 amtierenden Kabinett des Ministerpräsidenten Adolphe Thiers war er wohlgesinnt, nahm aber nach der Rückkehr Guizots an die Macht wieder die Rolle eines Oppositionspolitikers ein und wurde einer der heftigsten Gegner Guizots. Er protestierte gegen den Dardanellen-Vertrag vom 13. Juli 1841, da dieser für Frankreich erniedrigend sei. 1842 wurde er wiedergewählt. Sich zum Bonapartisten entwickelnd ließ er dem nach einem gescheiterten Putschversuch inhaftierten Louis-Napoléon Bonaparte mit der nötigen Vorsicht Beileidsbezeigungen zukommen. Im Journal du Loiret veröffentlichte er polemische Beiträge und verfasste hier auch unter dem Titel Les Mystères dela Chambre des députés von 1842 bis 1846 eine Reihe von Politikerporträts.
1845 unternahm Abbatucci mit seinem Freund Odilon Barrot eine ausgedehnte Wahlkampftour auf Korsika und erreichte im folgenden Jahr seine Wiederwahl zum Deputierten. In der Endphase der Regierung König Louis-Philippes nahm er 1847 an der Bewegung der sog. Reformbankette teil, die von Regimekritikern zur Umgehung der strikten versammlungsrechtlichen Bestimmungen in großen französischen Städten organisiert wurden und vor allem die Propagierung einer Wahlrechtserweiterung zum Ziel hatten. Bei dem am 27. September 1847 in Orléans veranstalteten Bankett führte Abbatucci den Vorsitz.

### Februarrevolution; Rolle während der Regierung Napoleons III.
Am 22. Februar 1848 gehörte Abbatucci zu den Unterzeichnern der Forderung, das Ministerium Guizot anzuklagen. Infolge der Februarrevolution 1848 dankte  Louis-Philippe am 24. Februar dieses Jahres ab. Am gleichen Tag sprachen sich Abbatucci und Odilon Barrot vergeblich für die Regentschaft der verwitweten Herzogin von Orléans aus. Nach Ausrufung der Zweiten Französischen Republik schloss sich Abbatucci doch der provisorischen Regierung an und wurde am 2. März 1848 Rat des Appellationsgerichts in Paris sowie am folgenden 27. März Rat des Kassationshofes.
Bei den im April 1848 durchgeführten Wahlen für die Konstituante wurde Abbatucci sowohl im Département Loiret als auch auf Korsika als Kandidat aufgestellt. Auf Korsika sprach er sich für die Einheit der Insel aus, die damals in zwei rivalisierende Départements geteilt war. In der Folge wurde er wieder für Loiret in die Konstituante gewählt, ebenso für Korsika, doch nur aufgrund der Annullierung der Wahl von Louis Blanc aufgrund gewisser Irregularitäten. Er entschied sich indessen, als Deputierter für Loiret aufzutreten. Ferner wurde er Präsident der Gesetzgebungskommission.
Obwohl Abbatucci am 26. Mai 1848 für die Verbannung der Dynastie Orléans optierte, stimmte er ansonsten in der Konstituante häufig mit der Rechten. So votierte er am 26. August 1848 für die Strafverfolgung des sozialistischen Politikers Louis Blanc wegen dessen Beteiligung an dem am 15. Mai 1848 erfolgten gescheiterten Versuch, die Nationalversammlung zu sprengen. Darüber hinaus stimmte er u. a. am 1. September für die Wiederinkraftsetzung der Schuldhaft, am 2. September für die Aufrechterhaltung des Belagerungszustandes während der Beratungen über die neue republikanische Verfassung, am 18. September gegen die Abschaffung der Todesstrafe, am 25. September gegen eine progressive Besteuerungsweise sowie am 7. Oktober 1848 gegen das Amendement von Jules Grévy zur Verfassung, das die Wahl und Absetzbarkeit des Präsidenten der Republik durch die Nationalversammlung vorsah und mehrheitlich abgelehnt wurde.
Da die am 4. November 1848 verkündete Verfassung das Amt eines Volksvertreters als unvereinbar mit jeder gleichzeitig ausgeübten bezahlten öffentlichen Funktion erklärte, legte Abbatucci sein Amt als Rat nieder und blieb Deputierter. Er unterstützte eifrig die Kandidatur Louis Napoléon Bonapartes für das Amt des Präsidenten, und in der Tat wurde dieser am 10. Dezember 1848 mit großer Mehrheit direkt vom Volk in allgemeiner Abstimmung gewählt.
Abbatucci selbst erreichte am 13. Mai 1849 seine Wahl zum Deputierten des Départements Loiret in der gesetzgebenden Nationalversammlung. Er wurde Präsident jener Kommission, welche die Vorschläge für die im Fall der Auflösung der Nationalgarde zu treffenden Verfügungen prüfen sollte (11. Mai 1849), sowie jener Kommission, die einen neuen Gesetzesentwurf für die Gerichtsverfassung auszuarbeiten hatte (11. Juni 1849).
Zwei Tage nach dem Staatsstreich des Prince-Président vom 2. Dezember 1851 wurde der diesem ganz ergebene Abbatucci Mitglied der an die Stelle der aufgelösten Nationalversammlung tretenden sog. beratenden Versammlung, bis er am 22. Januar 1852 als Nachfolger von Eugène Rouher das Amt des Justizministers übernahm. In dieser Funktion, die er bis zu seinem Tod ausüben sollte, leitete Abbatucci die Einziehung der Güter der Dynastie Orléans und unterzeichnete das am 24. Januar 1852 erlassene Dekret zur Wiedereinführung der Adelstitel sowie im März 1852 jene Gesetzesverordnung, die das Pensionsalter für Richter an Gerichten erster Instanz auf 70 Jahre und für solche des Kassationshofes auf 75 Jahre festlegte. Damit kam es zu einer Verjüngung und umfassenden Erneuerung des Richterstandes, in dem nun vor allem regimetreue Personen juristischer Ausbildung Aufnahme fanden.
Im August 1852 wurde Abbatucci, der zu den reaktionärsten Ministern Napoleons III. gehörte, Mitglied der Generalräte von Loiret und Korsika sowie am 14. August desselben Jahres interimistisch auch Finanzminister. Der unter dem Namen Napoleon III. zum Kaiser erhobene Louis Napoleón Bonaparte ernannte Abbatucci am 2. Dezember 1852 zum Senator sowie sechs Tage später zum Kommandeur der Ehrenlegion. Am 12. August 1853 wurde Abbatucci Großoffizier dieses Verdienstordens und stieg am 30. Dezember 1855 in dessen höchste Klasse, das Großkreuz, auf.
Seine Landsleute, die Korsen, protegierte Abbatucci stets besonders intensiv, und er zeigte sich gegenüber Anstiftern zur Blutrache sehr nachsichtig. Er leitete am 8. Mai 1855 die Enthüllung einer Statue Jeanne d’Arcs in Orléans sowie die Eröffnung des dortigen neu restaurierten Rathauses.
Charles Abbatucci starb am 11. November 1857 in Paris an den Folgen eines inneren Abszesses. Nach einem feierlichen Leichenbegängnis, bei dem u. a. der Staatsminister Achille Fould eine Rede hielt, wurde Abbatuccis Leichnam nach Korsika überführt, wo er am folgenden 10. Dezember in Ajaccio ankam und zwei Tage später in Zicavo beigesetzt wurde. Von seinen Söhnen schlugen Jean Charles (* 25. März 1816; † 29. Januar 1885) und Paul Séverin (* 1. Juni 1821; † 22. Juni 1888) eine politische, sowie Antoine Dominique (* 4. Januar 1818; † 26. Januar 1878) eine militärische Laufbahn ein.